# Quercus chungii
Espèce
Classification phylogénétique
Quercus chungii est une espèce d'arbres du sous-genre Cyclobalanopsis. L'espèce est présente en Chine.